# Fingerina
Fingerina es un género de foraminífero bentónico de la Familia Nodosariidae, de la Superfamilia Nodosarioidea, del Suborden Lagenina y del Orden Lagenida. Su especie-tipo es Nodosaria weaveri. Su rango cronoestratigráfico abarca desde el Plioceno hasta el Pleistoceno medio.

## Clasificación
Fingerina incluye a la siguiente especie:
- Fingerina weaveri †